# Maciste contro i cacciatori di teste
Maciste contro i cacciatori di teste (Nederlandse titel: Maciste tegen de koppensnellers) is een Italiaanse film uit 1963. De film werd geregisseerd door Guido Malatesta.

## Verhaal
Maciste arriveert op een eiland dat op datzelfde moment wordt getroffen door een vulkaanuitbarsting. Het eiland zinkt, en de overlevenden vestigen zich op Maciste’s vlot waarmee ze naar een ander eiland varen. Op dat eiland wordt de groep gevangen door een stam onder leiding van Koningin Amoa. Haar volk wordt voortdurend aangevallen door een andere stam op het eiland. Deze vijandige stam bestaat uit koppensnellers.
Maciste en de overlevenden besluiten de koningin bij te staan in de oorlog. Allereerst willen ze haar vader vinden. Ze reizen naar een kasteelruïne die overgenomen is door de koppensnellers. Daar blijkt Amoa’s vader te zijn opgesloten in een kerker. Ondertussen wordt Amoa ontvoerd door de koppensnellers, die van plan zijn haar te laten trouwen met een van hun stamleden door haar vader te dwingen zijn goedkeuring te geven aan het huwelijk. Een grote strijd tussen de stammen breekt los, waarbij Maciste Amoa bevrijd.

## Rolverdeling
| Acteur          | Personage      |
| --------------- | -------------- |
| Kirk Morris     | Maciste        |
| Laura Brown     | Koningin Amoa  |
| Demeter Bitenc  | Ariel          |
| Frank Leroy     | Kermes         |
| Alfredo Zammi   | Tirol          |
| Corinne Capri   | Dancer         |
| Luigi Esposito  | Ares           |
| Nello Pazzafini | Guna           |
| Alessio Pregara | Koning Olibana |
| Ines Holder     | Asmyn          |
| Letizia Stephan | Moana          |

## Achtergrond
De film werd in Amerika uitgebracht door American International Pictures onder de titel Colossus and the Headhunters. Onder deze titel werd de film bespot in de cultserie Mystery Science Theater 3000.